# Taeniophora panamae
Taeniophora panamae är en insektsart som beskrevs av Morgan Hebard 1924. Taeniophora panamae ingår i släktet Taeniophora och familjen Romaleidae. Inga underarter finns listade i Catalogue of Life.